# Halopteris pseudoconstricta
Halopteris pseudoconstricta is een hydroïdpoliep uit de familie Halopterididae. De poliep komt uit het geslacht Halopteris. Halopteris pseudoconstricta werd in 1975 voor het eerst wetenschappelijk beschreven door Millard. 